# Иванова, Светлана Андреевна
Светла́на Андре́евна Ивано́ва (род. 26 сентября 1985, Москва) — российская актриса театра, кино, телевидения и дубляжа.

## Биография
Родилась 26 сентября 1985 года в Москве. Её родители — инженеры-энергетики. Светлана училась в физико-математической школе, с 14 лет занималась в театральной студии.
В 2006 году окончила ВГИК (мастерская И. Н. Ясуловича). Ещё учась в институте, дебютировала в кино, снявшись в телесериалах «Крёстный сын» (реж. В. Ахадов) и «Прощальное эхо» (реж. И. Черницкий). С 2011 года работает в театре «Современник». 22 марта 2012 года дебютировала в роли Патриции Хольман в спектакле «Три товарища».
Снималась в клипах группы «ZNАКI» («Полли», реж. М. Сегал), группы «ПРОЛОГ» («Ты лишь свет», реж. О. Городецкая, В. Лисневский), группы «КАСТА» («Радиосигналы», реж. М. Сегал), «Интонация» (In2Nation) — «Август. Восьмого».
В 2015 году в паре с Евгением Папунаишвили приняла участие в проекте «Танцы со звёздами».

## Личная жизнь
Незарегистрированный брак с оператором-постановщиком Вячеславом Лисневским, наиболее известным как режиссёр фильма «Звёздный разум» (с ним актриса познакомилась в 2006 году на съёмках). В 2010 году пара рассталась.
Весной 2011 года во время съёмок фильма «Август. Восьмого» у неё завязался роман с режиссёром картины Джаником Файзиевым, который был женат на Лине Эспли. В июне 2015 года на вечере журнала «HELLO!», состоявшемся в рамках 37-го Московского Международного кинофестиваля, об отношениях было объявлено публично. В 2018 году актриса готовилась к свадьбе с Файзиевым, но он был всё ещё женат на Эспли. В 2019 году они тайно поженились после того, как Файзиев развёлся с Эспли.
Дочери — Полина Иванова (род. 25 января 2012 года) и Мира Иванова (род. 21 апреля 2018 года).

## Творчество

### Роли в театре
- «Вермут» (К. Шлендер, дипломный)
- «Рождество в доме синьора Купьелло» (Э. де Филиппо, дипломный)
- «Когда закончится война» (по военной прозе, дипломный)
- «Власть тьмы» (Л. Толстой, дипломный)
- «Не будите спящую собаку» (по пьесе Дж. Б. Пристли «Опасный поворот») — Бетти

Театр «Современник»
- «Три товарища» (по роману Эриха Марии Ремарка) — Патриция Хольман
- «Горячее сердце» (А. Н. Островский) — Параша
- «Три сестры» (А. П. Чехов) — Ирина
- «Уроки сердца» (по пьесам Ирины Васьковской) — Надя
- «Собрание сочинений» Е. Гришковца (реж. В. Рыжаков) — Татьяна Филатова-Линдер[15]
- «Вечно живые. Истрия в лицах» М. Дурненкова (реж. В. Рыжаков) — Лилия Толмачёва[16]
- «Враги. История любви» И. Башевис-Зингера (реж. Е. Арье) — Маша[17]
- «Житие FM» Я. Пулинович (реж. Г. Зальцман) — Маша[18]
- «Зимний вечер. Не один дома» (реж. П. Рашкина, С. Шомин) — Патриция Хольман[19]
- «Кваша: а вдруг?» (реж. И. Комаров) — Лилия Толмачёва[20]

### Фильмография
| Год       |     | Название                   | Роль |
| --------- | --- | -------------------------- | --- |
| 2004      | с   | Крёстный сын               | Дина, молодая жена Дмитрия                                                                                     |
| 2004      | с   | Прощальное эхо             | Наташа |
| 2004      | с   | Курсанты                   | курсант Женя Клюева                                                                                            |
| 2004      | кор | Фотоохота                  | незнакомка |
| 2005      | ф   | 9 рота                     | Оля |
| 2005      | кор | Дуэль                      | Аня |
| 2005      | с   | Частный детектив           | Маша |
| 2006      | ф   | Franz + Polina             | Полина |
| 2006      | ф   | Настоящий Дед Мороз        | Катя Никитина                                                                                                  |
| 2006      | ф   | От любви до кохання        | Настя |
| 2006      | ф   | Последняя исповедь         | Надя Тюленина, «молодогвардеец»                                                                                |
| 2006      | ф   | Изображая жертву           | милиционер Стася                                                                                               |
| 2006      | ф   | Формула зеро               | Марина |
| 2006      | ф   | Четыре таксиста и собака 2 | Катя |
| 2007      | ф   | Искушение                  | Аня, девушка Андрея                                                                                            |
| 2007      | с   | И всё-таки я люблю…        | Маргарита Вадимовна Лягушова, дочь Веры и Вадима                                                               |
| 2007      | ф   | Отец                       | Маша |
| 2008      | с   | Одна ночь любви            | Александра Илларионовна Забелина, в замужестве — княгиня Воронцова                                             |
| 2008      | ф   | Привет, Киндер!            | Валерия Рогачёва                                                                                               |
| 2008      | ф   | Побочный эффект            | Лиза |
| 2008      | с   | Мины в фарватере           | Лиза |
| 2009      | с   | Журов                      | Лиза, дочь Журова                                                                                              |
| 2008      | ф   | Чизкейк                    | официантка |
| 2009      | ф   | Кошечка                    | Настя, девочка 14 лет                                                                                          |
| 2009      | ф   | Непридуманное убийство     | Наташа |
| 2009      | с   | Телохранитель 2            | Тина |
| 2009      | с   | Вербное воскресенье        | Оксана Лепина, балерина, мать Павлы                                                                            |
| 2010      | с   | Классные мужики            | «Сеня» (Арсения) Князева                                                                                       |
| 2010      | ф   | Москва, я люблю тебя!      | Света |
| 2010      | ф   | Тёмный мир                 | Марина Леонова                                                                                                 |
| 2010      | ф   | Связь времён               | Настя, девушка из 1943 года                                                                                    |
| 2010      | ф   | Дом Солнца                 | Саша Сергеева                                                                                                  |
| 2010      | ф   | Над городом                | Ирина |
| 2010      | с   | Столица греха              | Юля Солнцева                                                                                                   |
| 2011      | с   | Немного не в себе          | Ирина, стюардесса, любовница Михаила Нересова                                                                  |
| 2011      | ф   | Паутинка бабьего лета      | Анна |
| 2011      | ф   | Мужская женская игра       | Римма |
| 2011      | с   | Беглец                     | Кристина |
| 2011      | с   | Забытый                    | Валентина |
| 2012      | ф   | Август. Восьмого           | Ксения |
| 2012      | ф   | О нём                      | певица |
| 2012      | ф   | Поклонница                 | Лидия Алексеевна Авилова, русская писательница и мемуаристка                                                   |
| 2012      | ф   | Сказка. Есть               | «Пупсик», дочка Барби и Кена                                                                                   |
| 2012      | ф   | С новым годом, мамы!       | Лена, супруга Ярослава и мама Лизы                                                                             |
| 2012      | с   | Грач                       | Даша Охлопкова                                                                                                 |
| 2012      | с   | Верю                       | Татьяна |
| 2013      | ф   | Частное пионерское         | Светлана Алексеевна, классный руководитель 6 «Б» класса                                                        |
| 2013      | ф   | Легенда № 17               | Ирина Сергеевна Смирнова, жена Валерия Харламова                                                               |
| 2013      | ф   | Разведчицы                 | Арина Прозоровская                                                                                             |
| 2013      | ф   | Идеальное убийство         | Ольга Лаврова                                                                                                  |
| 2013      | ф   | Женский день               | Лена Голубева                                                                                                  |
| 2013      | ф   | Подари мне немного тепла   | Вера |
| 2013      | ф   | Прозрение                  | Она |
| 2013      | с   | Майор полиции              | Лариса Некрасова                                                                                               |
| 2014      | ф   | Друзья друзей              | Кристина |
| 2014      | с   | Доктор смерть              | Маша |
| 2014      | ф   | Если любишь — прости       | Даша |
| 2014      | с   | Алхимик. Эликсир Фауста    | Ольга |
| 2014      | ф   | С Восьмым марта, мужчины!  | Виолетта |
| 2014      | ф   | Спешите любить             | Ася |
| 2014      | с   | Тест на беременность       | Наталья Бахметьева                                                                                             |
| 2015      | с   | Как я стал русским         | Анна Андреевна Быстрова, врач скорой помощи                                                                    |
| 2015      | ф   | Переводчик                 | Алла Кораблёва                                                                                                 |
| 2015      | ф   | Счастье — это...           | Вера |
| 2016      | ф   | Герой                      | Вера Александровна Че́рнышева, княжна, сестра милосердия в госпитале / Вера Езерская, правнучка Веры Че́рнышевой |
| 2016      | ф   | Закрой глаза               | мама Фоки |
| 2016      | с   | Метеорит                   | экстрасенс Алёна                                                                                               |
| 2016      | с   | Следователь Тихонов        | Елена Владимировна Лаврова, оперуполномоченный-стажёр МУРа, лейтенант милиции, дочь генерала Шарапова          |
| 2016      | ф   | Жили-были мы               | мама |
| 2016      | с   | Консультант                | Валентина Колечкина, судмедэксперт                                                                             |
| 2016      | ф   | На веки вечные             | Мария |
| 2016—2018 | с   | Челночницы                 | Элла Рустамовна                                                                                                |
| 2017      | с   | Крепость Бадабер           | Светлана |
| 2017      | с   | Форс-мажор                 | Ева |
| 2018      | с   | Декабристка                | Зинаида Григорьевна Уварова, судебный секретарь                                                                |
| 2018      | с   | Триггер                    | Дарья Сергеевна Соловьёва, балетмейстер                                                                        |
| 2018      | ф   | Тренер                     | Олеся |
| 2019      | ф   | Аванпост                   | Ольга |
| 2019      | с   | Тест на беременность 2     | Наталья Бахметьева                                                                                             |
| 2020      | ф   | Вратарь Галактики          | жена бородача                                                                                                  |
| 2020      | ф   | Ряд 19                     | Екатерина Рыкова                                                                                               |
| 2021      | с   | Собор                      | княжна Мария Бадарина                                                                                          |
| 2021      | с   | МУР-МУР                    | Марьяна Павловна Рацкевич, начальница отделения милиции города Муранска, капитан                               |
| 2022      | с   | Обоюдное согласие          | Анна Фёдорова, учительница                                                                                     |
| 2022      | с   | Тест на беременность 3     | Наталья Бахметьева                                                                                             |
| 2022      | с   | Монастырь                  | Ольга Шумакова                                                                                                 |
| 2023      | с   | Тест на беременность 4     | Наталья Бахметьева                                                                                             |
| 2023      | с   | Секс. До и после           | Полина (тринадцатая серия)                                                                                     |
| 2023      | с   | Отмороженные               | Даша |
| 2024      | с   | Юг                         | мама Юга |
| 2024      | с   | Эль Русо                   | Марья |
| 2025      | с   | Мосгаз. Розыгрыш           | Алина Хасанова                                                                                                 |
| 2025      | с   | Циники                     | Елена Островская, психолог                                                                                     |

## Награды и номинации
- 2006 — Специальный приз жюри Третьего международного кинофестиваля «Балтийские дебюты» за исполнение роли Полины в фильме «Franz + Polina».
- 2006 — Приз за лучшую женскую роль на пятнадцатом Открытом кинофестивале стран СНГ и Балтии «Киношок» (город Анапа) за исполнение роли Полины в фильме «Franz + Polina».
- 2006 — Приз «Золотой меч» за лучшую женскую роль на четвёртом Международном фестивале военного кино имени Ю. Н. Озерова (город Санкт-Петербург) за исполнение роли Полины в фильме «Franz + Polina».
- 2006 — Приз за лучшую женскую роль III Международного фестиваля военно-патриотического фильма имени С. Ф. Бондарчука «Волоколамский рубеж» за poль Полины в х/ф «Franz + Polina».
- 2006 — Приз за лучшую женскую роль XIV Международного фестиваля актёров кино «Созвездие» за роль Полины в х/ф «Franz + Polina».
- 2006 — Приз в номинации «Лучшая актриса» I Московского открытого фестиваля молодёжного кино «Отражение» (город Зеленоград) за роль Полины в х/ф «Franz + Polina».
- 2008 — Премия «Золотой меч» за лучшую женскую роль V международного фестиваля военного кино имени Ю. Н. Озерова за роль в х/ф «Отец».
- 2011 — номинация на премию «Золотой орёл» за лучшую женскую роль на телевидении (телесериал «Вербное воскресенье»).
- 2016 — Профессиональный приз Ассоциации продюсеров кино и телевидения в области телевизионного кино в номинации Лучшая актриса телевизионного фильма/сериала (телесериал «Тест на беременность»).[21]
- 2017 — номинация на премию «Золотой орёл» за лучшую женскую роль на телевидении (телесериал «Следователь Тихонов»).
- 2023 — номинация на премию «Золотой орёл» за лучшую актрису в онлайн сериале (телесериал «Собор»).
- 2025 — номинация на премию «Золотой орёл» за лучшую актрису в онлайн сериале (телесериал «Эль Русо»).